# Савранский район
Савра́нский райо́н (укр. Савранський район) — бывшая административно-территориальная единица на севере Одесской области Украины. Административный центр — пгт Саврань.
Район ликвидирован 17 июля 2020 года в рамках административно-территориальной реформы на Украине. Территория района вошла в состав укрупнённого Подольского района.

## География
Общая площадь района составляет 618 км² (61800 га), на сельскохозяйственные земли приходится около 32000 га. Площадь лесов (преимущественно дубовых и сосновых) — 11500 га, около 600 га отведено под лесозащитные полосы.
По территории района протекают реки: Южный Буг, Савранка, её левый приток Яланец. Вся территория района относится к бассейну Южного Буга.
Территория Савранского района относится к южным отрогам Подольской возвышенности и представляет собой чередование водоразделов и речных долин с перепадами высот 50-60 м.
На территории района находится государственный заказник «Савранский лес», внутри которого расположен гидрологический памятник природы «Гайдамацкая криница». Вблизи села Гетьмановка расположен памятник садово-паркового искусства «Парк усадьбы И. Любомирского» (XIX век).

## История
См. также История Саврани
Первые письменные упоминания о поселениях на территории района относятся ко второй половине XIII века. В частности упоминаются поселок Саврань, села Каменное, Осички, Концеба.
Во время освободительной войны под руководством Богдана Хмельницкого, в 1649 году в Саврани располагался отряд ногайцев, действующих в союзе с запорожскими казаками.
Во время Великой Отечественной войны в Савранском районе (в Савранских лесах) была создана Прибужская подпольная организация, действовал партизанский отряд «Буревестник».
28 ноября 1957 года к Савранскому району была присоединена большая часть территории упразднённого Песчанского района. Район упразднён 30 декабря 1962 года, восстановлен 8 декабря 1966 года.
В 2018 году Савранский район отметил свое 95-летие, а также 620 лет со дня основания Саврани, где между прочим был представлен самый большой в мире веник (визитная карточка Савранщины).

## Население
Численность населения района — 18 443 человека, из них городского населения — 6 264 человека, сельского — 12 179 человек.

## Административное устройство
Количество советов:
- поселковых — 1
- сельских — 10

Количество населённых пунктов:
- поселков городского типа — 1
- сёл — 19
- поселков — 1

Административно-территориальное деление
1. Саврань (Саврань) — Савранский поселковый совет
  - Гетмановка (Гетьманівка)
  - Колбасова Поляна (с-ще Ковбасова Поляна)
2. Байбузовка (Байбузівка) — центр сельской рады
3. Бакша (Бакша) — центр сельсовета
  - Йосиповка (Йосипівка, Юзефівка)
4. Дубиново (Дубинове) — Дубиновский сельсовет
  - Слюсарево (Слюсареве)
5. Каменное (Кам’яне) — сельсовет
6. Капустянка (Капустянка) — сельсовет
  - Белоусовка (Білоусівка)
  - Дубки (Дубки)
7. Концеба (Концеба) — сельсовет
8. Неделково (Неділкове; частіше Неделкове, в русской транскрипции — Нэдэлковэ) — сельсовет
  - Струтинка (Струтинка)
9. Ольшанка (Вільшанка) — сельский совет
10. Осычки (Осички) — сельсовет
11. Полянецкое (Полянецьке) — сельсовет
  - Глубочок (Глибочок)
  - Квитка (Квітка)
  - Островка (Острівка)

## Экономика
Сельское хозяйство

## Достопримечательности
- Районный историко-краеведческий музей – в Доме культуры (строение бывшей пятикупольной церкви, 1872 (реконстр. 1921 под клуб))
- источник [полуоблагороженный] «Огруд» – гидро.памятка природы местного значения (Слюсаревский поворот автодороги – М-05/E 95 – Дубиново – Саврань, 48°08′13″ с. ш. 30°14′13″ в. д.HGЯO).
- источник «Гайдамацкий колодец» в урочище Дедов Яр (близ с. Гетмановка, 48°05′23″ с. ш. 30°01′03″ в. д.HGЯO) – гидрологическая памятка природы местного значения (именно в нём дислоцировались во времена гайдамацкого движения отряды козаков под предводительством Саввы Чалого)
- Источник «Кишевый» (джерело „Кішево“; кисловато(е)) – с. Каменное, ур. Кишевская Дача (48°11′06″ с. ш. 29°52′42″ в. д.HGЯO)
- Ключ святого источника Пресвятой Богородицы «Целительница» у с. Йосиповка (48°03′41″ с. ш. 29°55′30″ в. д.HGЯO)[12], и целебный источник у с. Концеба[13][14][15].
- Рекреационно-оздоровительная [перспективная курортная] местность «Савранская ГЭС» – оздоровительный лагерь «Южный Буг» (база отдыха Одесской академии холода), пионерлагерь и дачные участки (48°09′56″ с. ш. 30°02′03″ в. д.HGЯO)
- Санаторная школа-интернат [детский санаторий] в Дубчанском лесу – в с. Дубки (47°58′14″ с. ш. 30°04′15″ в. д.HGЯO)
- реки Южный Буг, Савранка и Яланец (Яланець) создают широкую гамму порой фантастической красоты живописных и захватывающих дух пейзажей (на Яланце перед с. Каменное создан ряд очень красивых ставков)
- Свято-Покровская церковь (48°07′37″ с. ш. 30°04′48″ в. д.HGЯO) и храм Касперовской иконы Божией Матери (Саврань)
- Сельский музей с. Дубиново – Дворец культуры (величественное архитектурное сооружение, позавидовать которому может любой райцентр)
- Ботаническая памятка природы местного значения «Вековой дуб» – с. Слюсарево (48°05′38″ с. ш. 30°12′14″ в. д.HGЯO)
- Партизанская база «Буревестник»
- Сосновый лес – лесной заказник местного значения с. Вильшанка (Сосновий ліс)
- Савранские леса, богатые ягодами, грибами, лекарственными растениями — 8397 га (в общей сложности Савранский леспромхоз располагает 11555 га)
- Церковь Святых Иоакима и Анны (1876–1888 гг.) — памятки градостроительного зодчества и архитектуры местного значения — Гетмановка (48°04′24″ с. ш. 29°59′32″ в. д.HGЯO)[16][17][18]
- Дендропарк усадьбы Любомирских, XIX ст. – памятка садово-паркового искусства местного значения — Гетмановка [Памятник садово-паркового искусства «Гетмановский»]
- Предметы кустарных народных художественных промыслов (экспозиции и ярмарки: обереги (талисманы), изделия из лозы, глины, резьба по дереву; гончарный и вышивальный промыслы, прядение (пряжа), ткачество, ковроделие (килимарство)) и, не в последнюю очередь, знаменитые савранские веники.